# La tela dell'inganno
La tela dell'inganno (The Burnt Orange Heresy) è un film del 2019 diretto da Giuseppe Capotondi.
È l'adattamento del romanzo del 1971 di Charles Willeford Il quadro eretico.

## Trama
L'irresistibilmente carismatico critico d'arte James Figueras unisce le forze con la seducente americana Berenice Hollis. Insieme si imbarcano in un tour dell'Europa, compresa una visita alla tenuta del collezionista d'arte Cassidy sul lago di Como. Il loro ospite rivela di essere un grande ammiratore di Jerome Debney, il solitario "J. D. Salinger del mondo dell'arte". Così chiede a James di rubare un nuovo capolavoro di Debney dallo studio dell'artista e intende pagare qualsiasi cosa James chieda.

## Distribuzione
Il film è stato presentato in anteprima alla 76ª Mostra internazionale d'arte cinematografica di Venezia il 7 settembre 2019, come film di chiusura della Mostra. In Italia è stato trasmesso per la prima volta il 24 agosto 2021 su Sky Cinema Uno.